# Walter Dübi

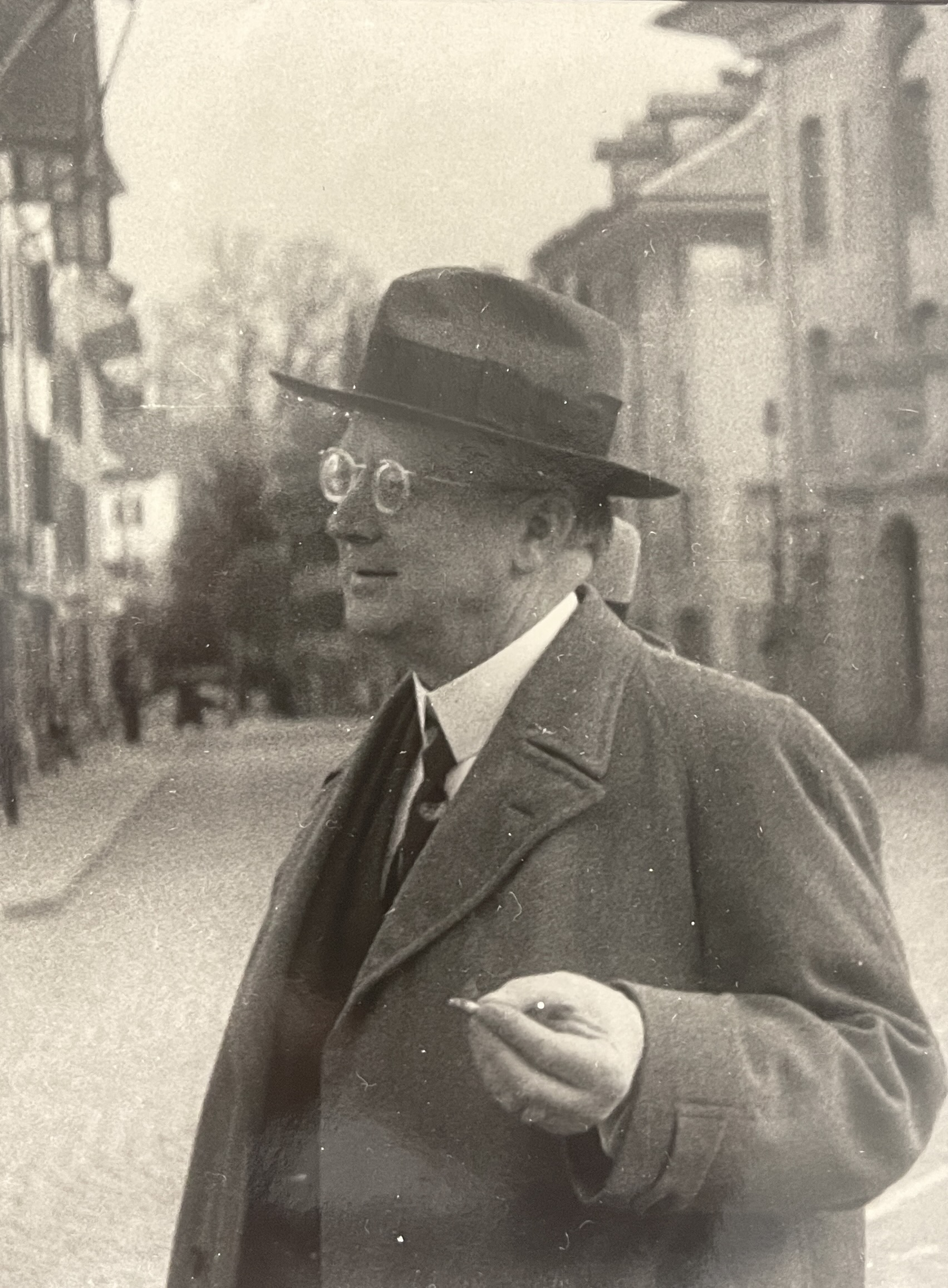
Walter Dübi, Generalversammlung Kabelwerke Brugg, 1938

Walter Dübi (* 1. September 1880 in Bern; † 6. April 1963 in Brugg) war Direktor der Kabelwerke Brugg (heute BRUGG Group) in der Schweiz, von 1911 bis 1945. Von 1930 bis 1957 war er zudem Mitglied des Verwaltungsrates, den er von 1950 bis 1957 präsidierte. Dübi verantwortete den Aufbau einer Firma, die heute weltweit tätig ist.

## Leben und Werk
Walter Dübi durchlief an der ETH Zürich von 1899 bis 1904 eine Ausbildung zum Elektroingenieur. Seine Lehr- und Wanderjahre verbrachte er von 1904 bis 1910 in verschiedenen Kabelwerken, unter anderem in Berlin und Bordeaux.
1911 trat Dübi als Direktor in die Kabelwerke Brugg AG (gegründet 1908) ein. Er hatte keinen guten Start. Drei Jahre nachdem er ins Unternehmen eingetreten war, brach der Erste Weltkrieg aus. Der Elektroingenieur – gerade mal 31 Jahre alt – stand vor einer bewegten Karriere: soziale Unruhen, Rohstoffmangel und Weltwirtschaftskrise. Dübi führte die Kabelwerke auch durch den Zweiten Weltkrieg.
Die Kabelwerke waren ein typischer Vertreter der Schweizer Binnenindustrie. Deshalb blieben die Umsätze auch während der Weltkriege stabil. Wichtige Kunden zu Dübis Zeit waren die SBB und die Post-, Telefon- und Telegrafenbetriebe der Schweiz (PTT). Die Kabelwerke verlegten für die SBB Kabel für die Elektrifizierung am Gotthard und legten unterirdische Telefonkabel für das Fernnetz der PTT. Die Kabelwerke Brugg und ihre Schweizer Konkurrenz-Unternehmen wurden von 1928 bis 1996 durch ein Kartell mit Preisabsprachen vor der ausländischen Konkurrenz geschützt.
In Dübis Zeit entwickelten sich die Kabelwerke Brugg zu einem respektablen Industrieunternehmen. Von 1911 bis 1960 wuchs der Jahresumsatz von 600'000 auf 41 Millionen Franken an. Die Mitarbeiterzahl stieg zu Dübis Lebzeiten von 60 auf 500.
Als Direktor wurde er am familiengeführten Unternehmen bald als Aktionär beteiligt und war schon im Jahr 1923 einer der zehn grössten Steuerzahler von Brugg.
Er wurde von seinen Arbeitern auch «Vater Dübi» bezeichnet. Er führte 1918, lange vor Einführung der Gründung der Alters- und Hinterlassenenversicherung (AHV), eigene Wohlfahrts- und Fürsorgefonds für seine Angestellten ein.

## Ehrungen / Nebenberufliches
Wegen seines sozialen Engagements und nach seiner 25-jährigen Tätigkeit als Direktor der Kabelwerke wurde Dübi 1936 zum Ehrenbürger von Brugg ernannt.
Er war Mitinitiant des 1918 gegründeten Verbands der Industriellen von Brugg (heute: Aargauische Industrie- und Handelskammer AIHK). Von 1935 bis 1946 war er dessen Präsident.
Als anerkannter Hochspannungsspezialist war er Ehrenmitglied des Schweizerischen Elektrotechnischen Vereins (SEV).
Als langjähriges Mitglied der Aufsichtskommission des Bezirksspitals Brugg (heute Medizinisches Zentrum Brugg) – ab 1930, Vizepräsident ab 1939 – liess Dübi 1957 die «Walter-Dübi-Stiftung» errichten: als Freibettenfonds des Brugger Bezirksspitals. Die Stiftung existiert noch heute: als «Walter-Dübi-Fonds».

## Privates
Dübi war verheiratet mit Amalie Dübi-Dürst (* 1885 in Zürich; † 1974 ebenda). Er hatte zwei Töchter (Helene Weber-Dübi, * 8. Mai 1913; † 1. März 2001) und Johanna Grenacher-Dübi (* 29. Juli 1915; † 2. Dezember 1953), acht Enkel und 21 Urenkel.